# Joakim Lundgren
Joakim Lundgren, född 1973 i Luleå, är professor i energiteknik vid Luleå tekniska universitet. År 2004 disputerade han vid Luleå tekniska universitet med avhandlingen "Design and experimental studies of a biomass fired furnanance for a small- and medium scale heating applications".
Joakim Lundgrens forskning handlar om att utveckla och tillämpa metoder för att utvärdera bioenergiprocesser. Han är föreståndare för Svenskt förgasningscentrum (SFC) som är ett 10-årigt forskningsprogram med en total budget om drygt en halv miljard och där ett stort antal universitet, företag och institut deltar. 
Han är styrelseledamot The Swedish Competence Centre for Renewable Transportation Fuels (f3) och gästforskare vid International Institute for Applied Systems Analysis (IIASA) i Österrike.